# Erotylus histrio
Erotylus histrio é um inseto da ordem Coleoptera e da família Erotylidae (os besouros-dos-fungos, assim conhecidos porque se alimentam de fungos), subfamília Erotylinae; um besouro cujo habitat são as florestas tropicais do Brasil; descrito por Johan Christian Fabricius em 1787, na obra Nomenclator entomologicus : enumerans insecta omnia in J.C. Fabricii Entomologia systematica, emendata et aucta, MDCCXCII, mais de dez anos após ter criado o gênero Erotylus, em 1775; esta espécie não apresentando sinonímia. Possui élitros polidos, de coloração negra, dotados de diversas depressões pontuais que invadem, em pintas escurecidas, manchas marmoreadas em amarelo, ainda apresentando áreas de um vermelho intenso em suas extremidades elitrais dianteiras e posteriores.

## Mimetismo
Possui alguns poucos miméticos dentre os seus congêneres, mas também compartilha o seu padrão marmoreado com o besouro Cerambycidae da espécie Poecilopeplus corallifer, cujas antenas são mais alongadas que as de E. histrio e não terminam em pontas mais engrossadas; entrando nesse "anel mimético", segundo uma observação no iNaturalist, um pequeno anuro, Melanophryniscus admirabilis, o sapinho-admirável-de-barriga-vermelha que, quando ameaçado por predação, vira de barriga para cima e expóe sua semelhança ventral com o padrão elitral de E. histrio.

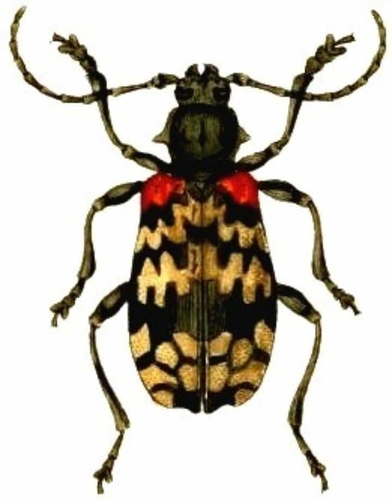
Ilustração do Cerambycidae da espécie Poecilopeplus corallifer.